# Общество друзей змей
Общество друзей змей — индийская некоммерческая организация, занимающаяся защитой змей и связанным с ними просвещением. Она была основана в штате Андхра-Прадеш в 1995 году Лэйтом Раджкумаром Канури (англ. Late Rajkumar Kanuri). С помощью лесного департамента Андхра-Прадеш общество друзей змей борется с браконьерством и спасает змей, проникающих в человеческое жилище. Также проводятся информационные программы, в которых развенчиваются некоторые связанные со змеями мифы.

## Цели
Основные цели общества друзей змей включают:
1. Сохранение и защиту змей
2. Повышение осведомленности людей о змеях, искоренение мифов и заблуждений о них. Предоставление информации об укусах змей, эффективных средствах лечения и защиты от них.
3. Исследование и изучение змей Индии.
4. Прекращение браконьерства и торговли змеиной кожей.